# Vidojevica
Die astronomische Station Vidojevica im Süden Serbiens ist die neue Außenstation der Sternwarte Belgrad. Sie befindet sich am 1150 m hohen Berg Vidojevica nahe dem Städtchen Prokuplje. Das Observatorium wurde in den Jahren nach 2006 errichtet und ist seit 2011 mit einem 60-cm-Spiegelteleskop vom Typ Cassegrain der österreichischen Firma Austrooptic ausgestattet. Zum Areal gehören kleine Nebengebäude und ein Wohnpavillon.
Auf dem Gipfel selbst wurde im Frühjahr 2016 das 1,4 m große Robotik-Spiegelteleskop „Milankovic“ installiert. Es wurde vom EU-Programm FP7-REGPOT gefördert und umfasst neben vollautomatischer Steuerung von Fernrohr und Sternwartekuppel auch zugehörige Service- und Computereinheiten.
Wie Satellitendaten zeigen, ist Vidojevica einer der besten verbliebenen Beobachtungsplätze Serbiens mit wirklich dunklem Nachthimmel. Im Jahr 2013 wurde das „Astro-Klima“ genau untersucht, um die Möglichkeiten der künftigen Instrumentierung auszuloten.